# Nucletmycea
Nucletmycea oder Holomycota ist ein Taxon, das eine der beiden Kladen der Opisthokonta umfasst. Es enthält vier Gruppen, deren größte die der Pilze darstellt. Das Schwestertaxon der Nucletmycea sind die Holozoa.

## Merkmale
Das Taxon ist rein phylogenetisch definiert und wird abgegrenzt als die größte gemeinsame Klade um die rezente Art Neurospora crassa Shear & Dodge 1927, die im Gegenzug die Klade um den Menschen (Homo sapiens Linnaeus 1758) als Repräsentanten der Metazoa per definitionem ausschließt.

## Taxonomie
Das Taxon wurde erstbeschrieben im August 2009 durch Matthew W. Brown, Frederick W. Spiegel und Jeffrey D. Silberman anlässlich einer phylogenetischen Untersuchung um den Pilz Fonticula alba. Die kurz danach folgende Veröffentlichung einer umfangreicheren Untersuchung führte zum selben Schluss, die dort vorgenommene Beschreibung desselben Taxons unter dem Namen Holomycota als Gegenstück zum Schwestertaxon der Holozoa führte allerdings zur Synonymisierung aufgrund der Prioritätsregel.
Die Nucletmycea enthielten ursprünglich nach Brown et al. nur drei Gruppen, Adl et al. stellte diesen die Gattung Rozella hinzu:
- Pilze (Fungi)
- Fonticula
- Nuclearia
- Rozella

## Nachweise
1. 1 2 3  Adl, S. M., Simpson, A. G. B., Lane, C. E., Lukeš, J., Bass, D., Bowser, S. S., Brown, M. W., Burki, F., Dunthorn, M., Hampl, V., Heiss, A., Hoppenrath, M., Lara, E., le Gall, L., Lynn, D. H., McManus, H., Mitchell, E. A. D., Mozley-Stanridge, S. E., Parfrey, L. W., Pawlowski, J., Rueckert, S., Shadwick, L., Schoch, C. L., Smirnov, A. and Spiegel, F. W.: The Revised Classification of Eukaryotes. Journal of Eukaryotic Microbiology, 59: 429–514, 2012, PDF Online
2. ↑  Matthew W. Brown, Frederick W. Spiegel, and Jeffrey D. Silberman: Phylogeny of the "Forgotten" Cellular Slime Mold, Fonticula alba, Reveals a Key Evolutionary Branch within Opisthokonta, Mol. Biol. Evol. 2009 26: 2699-2709
3. ↑  Yu Liu, Emma T. Steenkamp, Henner Brinkmann, Lise Forget, Hervé Philippe, B. Franz Lang:>Phylogenomic analyses predict sistergroup relationship of nucleariids and Fungi and paraphyly of zygomycetes with significant support, BMC Evolutionary Biology 2009, 9:272